# Charles Gondouin
Charles Marius Duma Adolphe Gondouin (París, 21 de juliol de 1875 – París, 24 de desembre de 1947) va ser un jugador de rugbi francès que va competir a cavall del segle xix i el segle xx. El 1900 va prendre part en els Jocs Olímpics de París. En la competició de rugbi va guanyar la medalla d'or, i en la prova del joc d'estirar la corda la de plata formant part de l'equip francès.
Jugador del Racing Club de France en la posició de mig d'obertura o de melé, guanyà les lligues franceses del 1900 i 1902.